# Strongylognathus kabakovi
Strongylognathus kabakovi  (лат.) — вид муравьёв-рабовладельцев рода Strongylognathus из подсемейства Myrmicinae (Formicidae). Центральная Азия (Афганистан, Tulak, Prov. Ghoz, на высоте 2500 м).

## Описание
Длина 3—4 мм. Самка коричневато-красная, блестящая. Скапус короткий. Затылочный край головы округлый, без глубокой вырезки. Заднегрудка с короткими зубчиками. Стебелёк между грудкой и брюшком состоит из двух члеников: петиолюса и постпетиолюса (последний четко отделен от брюшка), жало развито, куколки голые (без кокона). Вид был назван в честь советского и российского энтомолога профессора Олега Николаевича Кабакова, обнаружившего типовую серию в 1969 году во время экспедиции в Афганистан.